# Saint-Barthélemy-de-Vals
Saint-Barthélemy-de-Vals è un comune francese di 1 916 abitanti situato nel dipartimento della Drôme della regione dell'Alvernia-Rodano-Alpi.

## Società

### Evoluzione demografica
Abitanti censiti